# Montiano (Magliano in Toscana)
Montiano è una frazione del comune italiano di Magliano in Toscana, nella provincia di Grosseto, in Toscana.

## Geografia fisica
La frazione è situata a nord-ovest del centro del capoluogo comunale dal quale dista circa 10 km. La località sorge sulla vetta di un poggio che sovrasta la strada provinciale che conduce a Grosseto.

## Storia
Il borgo sorse alla fine del XIII secolo come possedimento della famiglia Aldobrandeschi della Contea di Sovana. La sua fondazione è stata conseguente all'abbandono del non lontano castello di Montiano Vecchio che, di fatto, ne costituisce le vestigia. Il definitivo abbandono del più antico castello, costruito tra la fine del XII e gli inizi del XIII secolo, avvenne all'inizio del XIV secolo a seguito di un violento assedio condotto dai Senesi, che costrinse gli abitanti a spostarsi a Montiano.
Nel corso del XIV secolo i Senesi riuscirono a conquistare anche il borgo di Montiano, senza però arrecare gravi danni; inglobato nel territorio della Repubblica di Siena, divenne uno dei più importanti centri della zona vocati al pascolo e all'agricoltura.
A metà del XVI secolo, a seguito della definitiva caduta di Siena, Montiano entrò a far parte del Granducato di Toscana, seguendone le sorti da quel momento in poi.

## Monumenti e luoghi d'interesse

### Architetture religiose
- Chiesa di San Giovanni Battista, chiesa parrocchiale della frazione, venne edificata in epoca medievale e ristrutturata più volte in epoche successive; la facciata è frutto di un rifacimento del secolo scorso, mentre l'interno presenta caratteristiche barocche e settecentesche, con un affresco risalente al secolo XV attribuito a scuola giottesca e un fonte battesimale del secolo XVI.

- Chiesa di San Giuseppe, situata sul lato opposto del paese, risale al XVI secolo. L'edificio religioso, ristrutturato nel XIX secolo, potrebbe essere stato costruito dove un tempo sorgeva la più antica pieve dedicata ai Santi Stefano e Ilario.

- Cappella di Santa Caterina, piccolo edificio rurale situato nella località di Scalabrelli.

### Architetture civili
- Torre dell'Orologio, posta nella piazza che si apre dinanzi alla chiesa, risale al Medioevo ed è stata ristrutturata in epoca moderna assieme all'attiguo edificio. In passato, rappresentava prima il centro del potere degli Aldobrandeschi, successivamente il palazzo civico.

### Architetture militari
- Castello di Montiano Vecchio, situato nei pressi di Montiano, lungo la strada che conduce a Scansano, si trova sotto forma di ruderi in un'area boscosa.

- Mura di Montiano, cinta muraria di origini medievali di cui sopravvive qualche tratto.

## Società

### Evoluzione demografica
Quella che segue è l'evoluzione demografica della frazione di Montiano. Sono indicati gli abitanti dell'intera frazione e dove è possibile la cifra riferita al solo capoluogo di frazione. Dal 1991 sono contati da Istat solamente gli abitanti del centro abitato, non della frazione.
| Anno | Abitanti | Abitanti       |
| Anno | Frazione | Centro abitato |
| ---- | -------- | -------------- |
| 1718 | 200      | -              |
| 1745 | 125      | -              |
| 1833 | 392      | -              |
| 1845 | 279      | -              |
| 1921 | 1 518    | -              |
| 1931 | 1 871    | -              |
| 1961 | 1 631    | 556            |
| 1981 | 1 391    | 474            |
| 2001 | -        | 465            |
| 2011 | -        | 505            |

## Galleria d'immagini

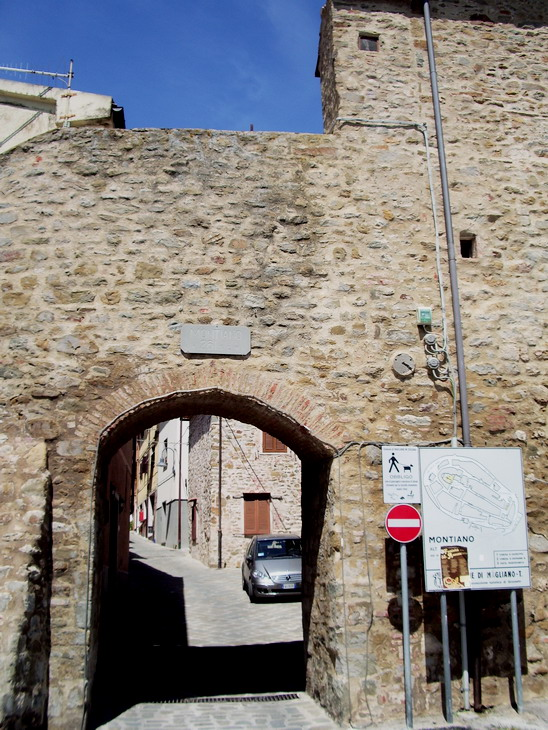
Porta e particolare delle mura
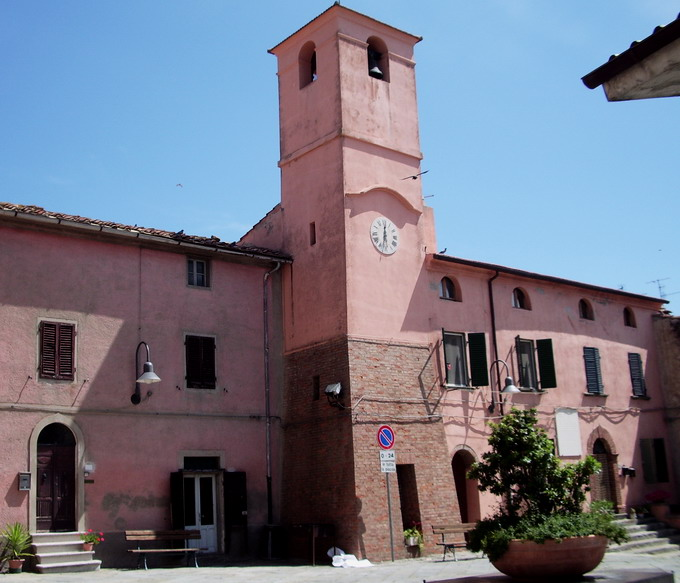
Torre dell'Orologio
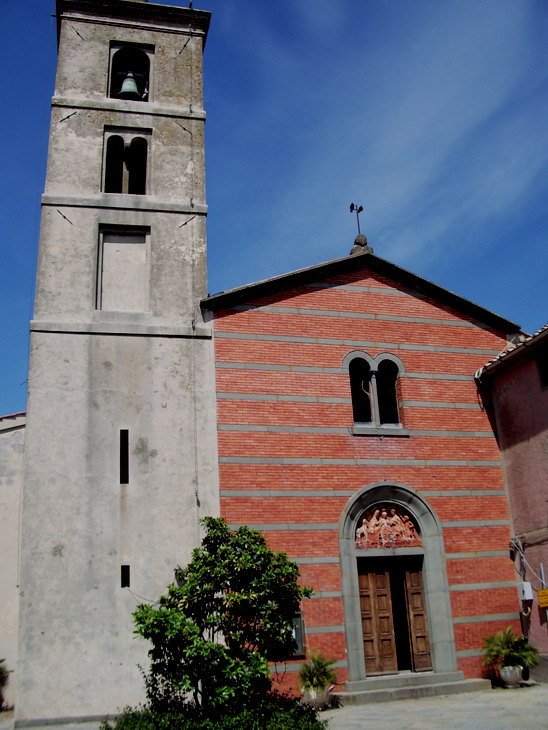
Facciata della chiesa di San Giovanni Battista
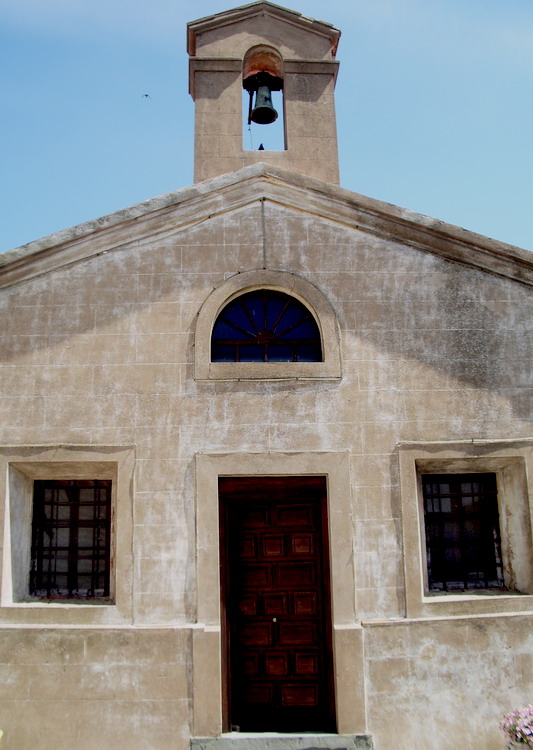
Facciata della chiesa di San Giuseppe